# Jealousy (sång av Niklas Strömstedt)
"Jealousy" är en sång av Niklas Strömstedt. Den gavs ut som singel 1983, men finns inte med på något av Strömstedts studioalbum. Jealousy är Strömstedts första och enda engelskspråkiga singel.
Jealousy producerades av Lasse Lindbom. Medverkande musiker var Strömstedt (elgitarr, sång), Hasse Olsson) (elorgel), Janne Bark (elgitarr), Ola Johansson (bas) och Pelle Alsing (trummor). Singeln nådde inga listframgångar.

## Låtlista
Sida A
1. "Jealousy" (Strömstedt)

Sida B
1. "Another Hand" (Strömstedt)

## Medverkande
- Pelle Alsing – trummor
- Janne Bark – elgitarr
- Ola Johansson – bas
- Lasse Lindbom – producent
- Hasse Olsson) – elorgel
- Niklas Strömstedt – elgitarr, sång